# Benny Hill
Benny Hill (n. Alfred Hawthorn Hill, 21 ianuarie 1924 - d. 20 aprilie 1992) a fost un cunoscut comic britanic, realizator de emisiuni de divertisment.

## Deces
A murit pe 20 aprilie 1992 la vârsta de 68 ani. Pe 22 aprilie vecinii au chemat poliția și l-au găsit pe Hill mort, stând în fotoliu, în fața televizorului. În ziua când a murit Hill, un nou contract a sosit în poștă de la Central Independent Television. Cauza morții lui Hill a fost oficial înregistrată ca tromboză coronară. Hill a fost îngropat la cimitirul Hollybrook lângă locul lui de naștere în Southampton pe 26 aprilie 1992. În octombrie 1992, zvonurile că el a fost îngropat cu mari cantități de bijuterii din aur au dus la o tentativă de exhumare făcută de hoți. Cu toate acestea, autoritățile au văzut că în sicriul său, deschis în dimineața următoare, nu a fost găsită nici o comoară. În consecință, nu se știe dacă a fost ceva de valoare în interior. La 2 ore de la descoperire Hill a fost reînhumat și acoperit cu jumătate de tonă de ciment. Averea lui Hill a fost estimată la £10 milioane. A fost găsit însă un testament din 1961 în care și-a lăsat averea întreagă părinților săi. Ambii părinți au murit, iar următorii în linie au fost fratele său Leonard și sora sa Diana care, de asemenea, au murit. Acest lucru le-a lăsat celor șapte nepoate și nepoți averea pe care să o împartă în mod egal. O notă a fost găsită printre lucrurile sale atribuind sume de bani celor mai apropiați prieteni, dar din cauză că nu au fost nici un martor nota nu a avut un statut juridic.